# Olivier Long
Olivier Long (11 de octubre de 1915 - 19 de marzo de 2003) fue un jurista y politólogo suizo. Se desempeñó como director general de la Organización Mundial de Comercio desde el 6 de mayo de 1968 hasta el 1 de octubre de 1980 (en ese entonces el organismo se conocía como GATT).
Long nació en Petit-Veyrier, Ginebra. Se doctoró de Leyes en la Universidad de París y de Ciencia Política en la Universidad de Ginebra. 
| Precedido por: Eric Wyndham White | Director general de la Organización Mundial de Comercio (1968 - 1980) | Sucedido por: Arthur Dunkel |